# Pingiczer Csaba
Pingiczer Csaba (Győr, 1982. szeptember 8. – Zalaegerszeg, 2015. január 12.) magyar színművész, a Győri Nemzeti Színház örökös tagja.

## Élete és pályafutása
Szülei a Győri Nemzeti Színházban dolgoztak, így már gyermekként sok időt töltött a színház falai között és minden darabot megnézett. A színész mesterséget a színház stúdiós foglalkozásain sajátította el, amelyet Kszel Attila vezetett. Hatévnyi tanulás után kapta első statiszta szerepét, majd 2002-ben Korcsmáros György a színház akkori igazgatója vette fel színésznek. Haláláig a győri társulat tagja volt.

## Halála
Pingiczer Csabának aortatágulata volt. 2014 decemberében derült ki, hogy mindenképp sürgős műtéti beavatkozásra van szüksége. A műtétet Zalaegerszegen végezték el és az orvosok 4-5 óra hosszú műtétre készültek. A beavatkozás végül 14 órán keresztül tartott, mert az orvosoknak nem sikerült elállítani a vérzést. A közvetlen halál oka elvérzés volt. Pingiczer Csaba Marfan-szindrómában szenvedett és ennek magas a műtéti halálozási aránya.

## Színpadi szerepei
- Egressy: Portugál....Sátán
- Kipling: A Dzsungel könyve....Éhfarkas
- Bródy Sándor: A tanítónő....Primás
- Dobozy–Korognai: A tizedes meg a többiek....Fekete
- Hunyady, Makk, Bacsó, Tasnádi : A vöröslámpás ház....Részeg ember
- A walesi lakoma....Keneth, angol katona
- Shakespeare: A windsori víg nők....Keszeg
- Kszel: Al Addin....Charlie, pilóta
- Molnár: Az üvegcipő....Fénylépészsegéd
- Austen: Büszkeség és balítélet....Denney
- Csinibaba....Adásrendező
- Kleist: Egy lócsiszár virágvasárnapja....Zauner, ügyész
- Tasnádi: Finito....Operatőr
- Pörtner: Hajmeresztő....Mike Thomas, egyetemista
- Hazatérés Dániába....norvég katona
- Kszel: Hetedhét – Mesék a Kék Bolygóról....Sárkányölő Sodrik, Honvéd, A fekete szamuráj
- Táncz–Szigethy: József és Putifárné
- Egressy: Június....Beteg 1, kéregető
- Kander, Ebb, Masterhoff: Kabaré
- Egressy: Kék, kék, kék....ndigó
- Spiró: Koccanás
- Kszel: La Fontaine, avagy a csodák éjszakája....La Fontaine
- Kszel: Ludas Matyi jr.....Őrmester
- Müller Péter–Tolcsvay–Müller Péter Sziámi : Mária evangéliuma....Apostol
- Mirandolina....Ripafratta lovag
- Simon: Pletyka....Welch, rendőr őrmester
- G.B. Shaw: Pygmalion....Második Ácsorgó
- Sárosi: Rákfene....Rab
- Larson: Rent....Drogdíler
- Robin Hood M.V.....Duncan, skót katona
- Shakespeare: Romeó és Júlia....Gergely
- Miller: Salemi boszorkányok....Herrick porkoláb
- G.B. Shaw: Szent Johanna....Udvari apród
- Twain: Tom Sawyer....Huckleberry Finn
- Örkény: Tóték....Lőrincke
- Móricz: Úri muri....András
- Verne: 80 nap alatt a Föld körül....Phileas Fogg

## Könyv róla
- Soha már... Pingiczer Csaba emlékére (Szerk. Pingiczerné Venesz Klára – Győr, 2015) ISBN 0489005728704

## Film, tv
- Ó, mily igaz, ó, mily mulandó (2009)[4]